# Dette publique du Royaume-Uni
La dette publique du Royaume-Uni est l'ensemble des engagements financiers pris sous forme d'emprunts par l'État et les collectivités publiques du Royaume-Uni.

## Histoire

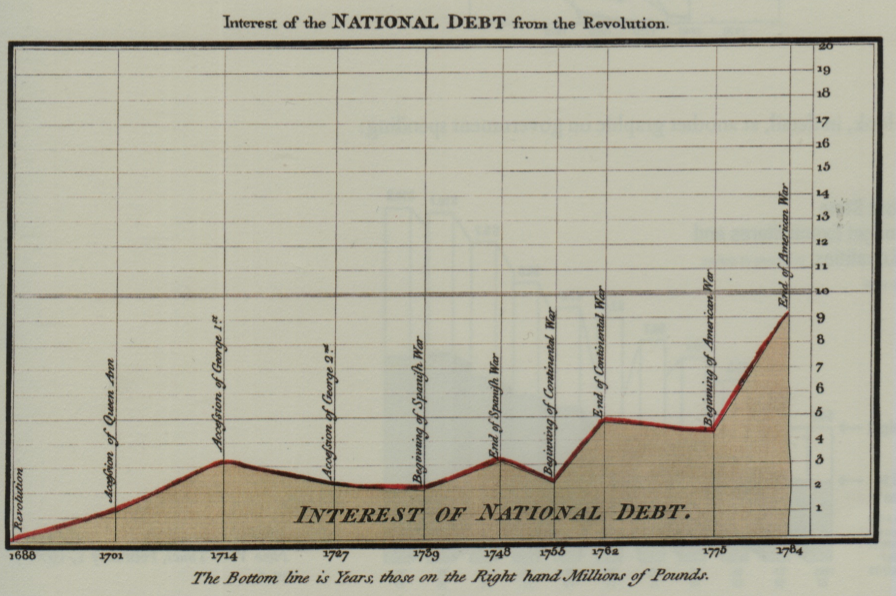
Évolution des intérêts de la dette britannique au cours du XVIII. Graphique de William Playfair publié dans The Commercial and Political Atlas en 1786.

La dette publique du Royaume-Uni est un sujet d'étude ancien. Dès la fin du XVIIIe siècle, l'économiste William Playfair s'inquiétait de l'augmentation des intérêts de la dette au Royaume-Uni,.

## Évolution de la dette

### D'après Eurostat
D'après les chiffres donnés par Eurostat, la dette publique a doublé avec la crise de 2007. Alors qu'elle se situait bien en dessous de la moyenne de l'Union Européenne, elle la dépasse depuis 2011.
| Année | Dette du Royaume-Uni en millions d'euros | Dette du Royaume-Uni en % du PIB | Dette de l'Union Européenne à 27 en % du Produit intérieur brut |
| ----- | ---------------------------------------- | -------------------------------- | --------------------------------------------------------------- |
| 2000  | 641 893                                  | 41,0                             | 61,9                                                            |
| 2001  | 633 541                                  | 37,7                             | 61,0                                                            |
| 2002  | 619 402                                  | 37,7                             | 60,5                                                            |
| 2003  | 631 269                                  | 39,1                             | 61,9                                                            |
| 2004  | 697 320                                  | 41,0                             | 62,3                                                            |
| 2005  | 777 990                                  | 42,2                             | 62,8                                                            |
| 2006  | 859 453                                  | 43,3                             | 61,6                                                            |
| 2007  | 851 832                                  | 44,2                             | 59,0                                                            |
| 2008  | 791 186                                  | 52,3                             | 62,2                                                            |
| 2009  | 1070 655                                 | 67,8                             | 74,6                                                            |
| 2010  | 1352 899                                 | 79,4                             | 80,0                                                            |
| 2011  | 1550 840                                 | 85,5                             | 82,5                                                            |
| 2012  | 1700 080                                 | 90,0                             | 85,3                                                            |

Le déficit public britannique a atteint des records pendant la période de la crise financière mondiale débutant en 2007. Le tableau suivant donne les chiffres d'Eurostat pour les finances publiques britanniques,
| Année | Déficit public du Royaume-Uni en % du PIB | Dépense publique du Royaume-Uni en % du PIB | Recette publique du Royaume-Uni en % du PIB | Dette publique du Royaume-Uni en % du PIB |
| ----- | ----------------------------------------- | ------------------------------------------- | ------------------------------------------- | ----------------------------------------- |
| 2008  | 5,1                                       | 47,7                                        | 42,6                                        | 52,3                                      |
| 2009  | 11,5                                      | 51,3                                        | 39,9                                        | 67,8                                      |
| 2010  | 10,2                                      | 50,4                                        | 40,2                                        | 79,4                                      |
| 2011  | 7,8                                       | 48,6                                        | 40,8                                        | 85,0                                      |
| 2012  | 6,3                                       | 48,5                                        | 42,2                                        | 90,0                                      |

### D'après l'Office for National Statistics
L'Office for National Statistics donne des chiffres sensiblement différents de ceux d'Eurostat.
D'après l'ONS, la dette publique du Royaume-Uni ne représente que 61,8% du PIB en juillet 2011, 65,7% en juillet 2012 et 70,7 % du PIB en décembre 2012 pour une dette de 1111,4 milliards de livres sterling .

### D'après le Fonds monétaire international
Dans le World Economic Outlook Database d'octobre 2013, le Fonds monétaire international donne les chiffres suivants pour la dette du Royaume-Uni,:
| Année | Dette du Royaume-Uni en % du PIB |  |
| ----- | -------------------------------- |  |
| 2007  | 43.746                           |  |
| 2008  | 51.908                           |  |
| 2009  | 67.086                           |  |
| 2010  | 78.468                           |  |
| 2011  | 84.294                           |  |
| 2012  | 88.805                           |  |
| 2013  | 92.140                           |  |
| 2014  | 95.251                           |  |